# Mathilde Van de Moortel
Mathilde Van de Moortel (* 1984) ist eine französische Filmeditorin.
Mathilde Van de Moortel wurde am Lycée Jean Rostand in Roubaix zur Filmeditorin ausgebildet. Sie war zunächst ab 2008 Schnitt-Assistentin und ist seit 2012 als eigenständige Editorin tätig. Für den Film Mustang wurde sie 2016 mit dem César für den Besten Schnitt ausgezeichnet. Ihr Schaffen umfasst mehr als ein Dutzend Film- und Fernsehproduktionen.

## Filmografie (Auswahl)
- 2012: À cœur ouvert
- 2014: Dein Wille geschehe (Ainsi soient-ils) (Fernsehserie, 2 Folgen)
- 2015: Mustang
- 2015–2017: La vie devant elles (Fernsehserie, 9 Folgen)
- 2016: Juillet Août
- 2017: Kings
- 2019: Sympathie pour le diable
- 2020: Mignonnes
- 2021: Julie – Eine Frau gibt nicht auf (À plein temps)
- 2024: Le Mohican